# Strandzalmen
Strandzalmen (Leptobramidae) zijn een familie van straalvinnige vissen uit de orde van Baarsachtigen (Perciformes).

## Geslacht
- Leptobrama Steindachner, 1878